# Aberin
Aberin ist ein nordspanisches Dorf und eine Gemeinde (municipio) mit 383 Einwohnern (Stand: 2024) im Süden der Autonomen Gemeinschaft Navarra. Die Gemeinde besteht aus den Ortschaften Aberin und Muniáin de la Solana sowie den beiden Weilern Arínzano und Caserío de Echávarri. Der Verwaltungssitz befindet sich in Muniain de la Solana.

## Lage und Klima
Aberin liegt gut 28 km (Fahrtstrecke) südwestlich von Pamplona bzw. ca. 28 km nordöstlich von Logroño in einer Höhe von ca. 515 m. Das Klima ist gemäßigt bis warm; Regen (600 mm/Jahr) fällt überwiegend im Winterhalbjahr.

## Bevölkerungsentwicklung
| Jahr      | 1970 | 1981 | 1991 | 2001 | 2011 | 2021 |
| Einwohner | 425  | 342  | 377  | 356  | 383  | 346  |

## Sehenswürdigkeiten
- Johannes-der-Täufer-Kirche in Aberin
- Kirche Mariä Himmelfahrt in Muniain de la Solana
- Sebastianuskapelle
- Raimundskapelle

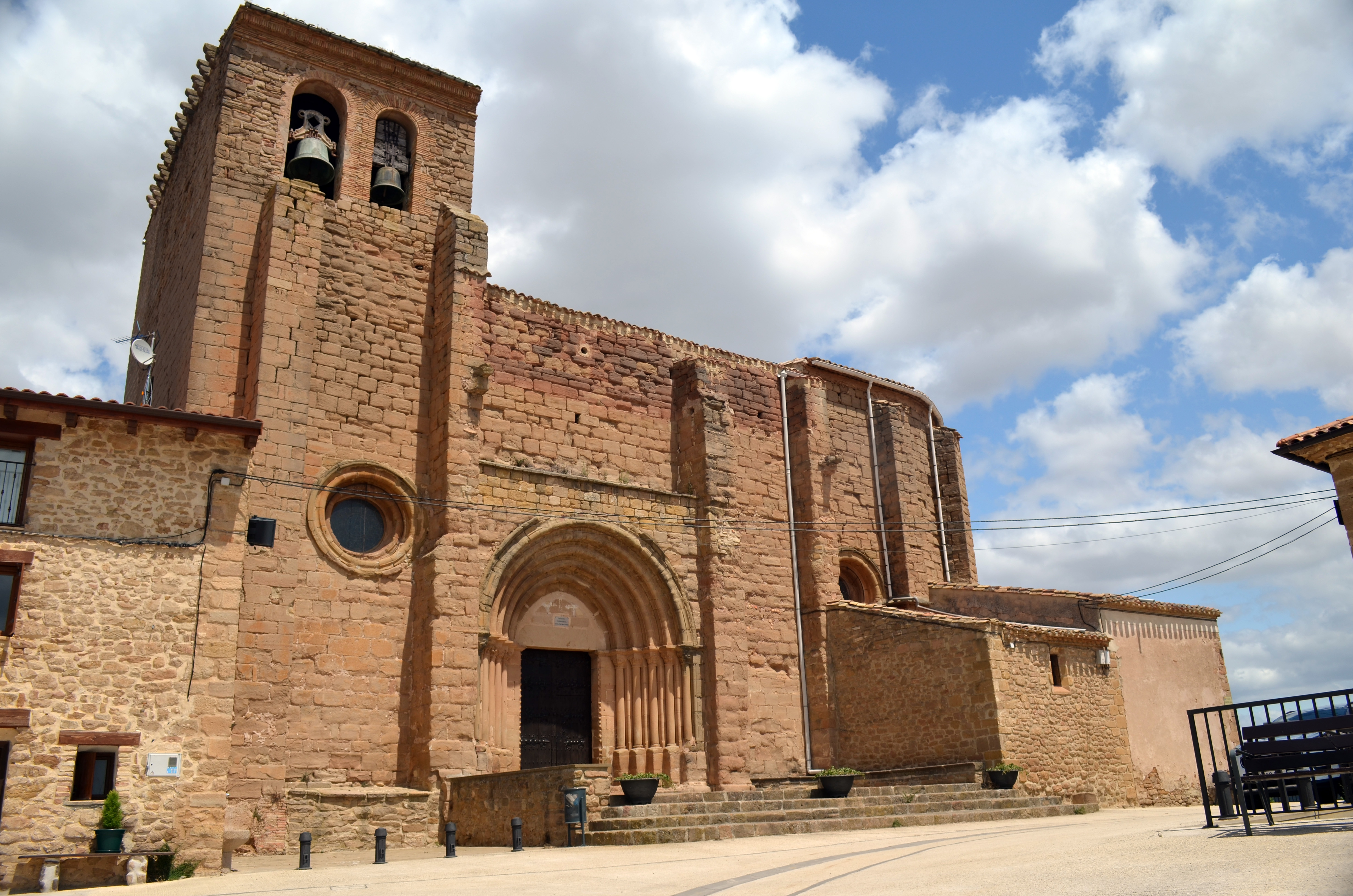
Johannes-der-Täufer-Kirche
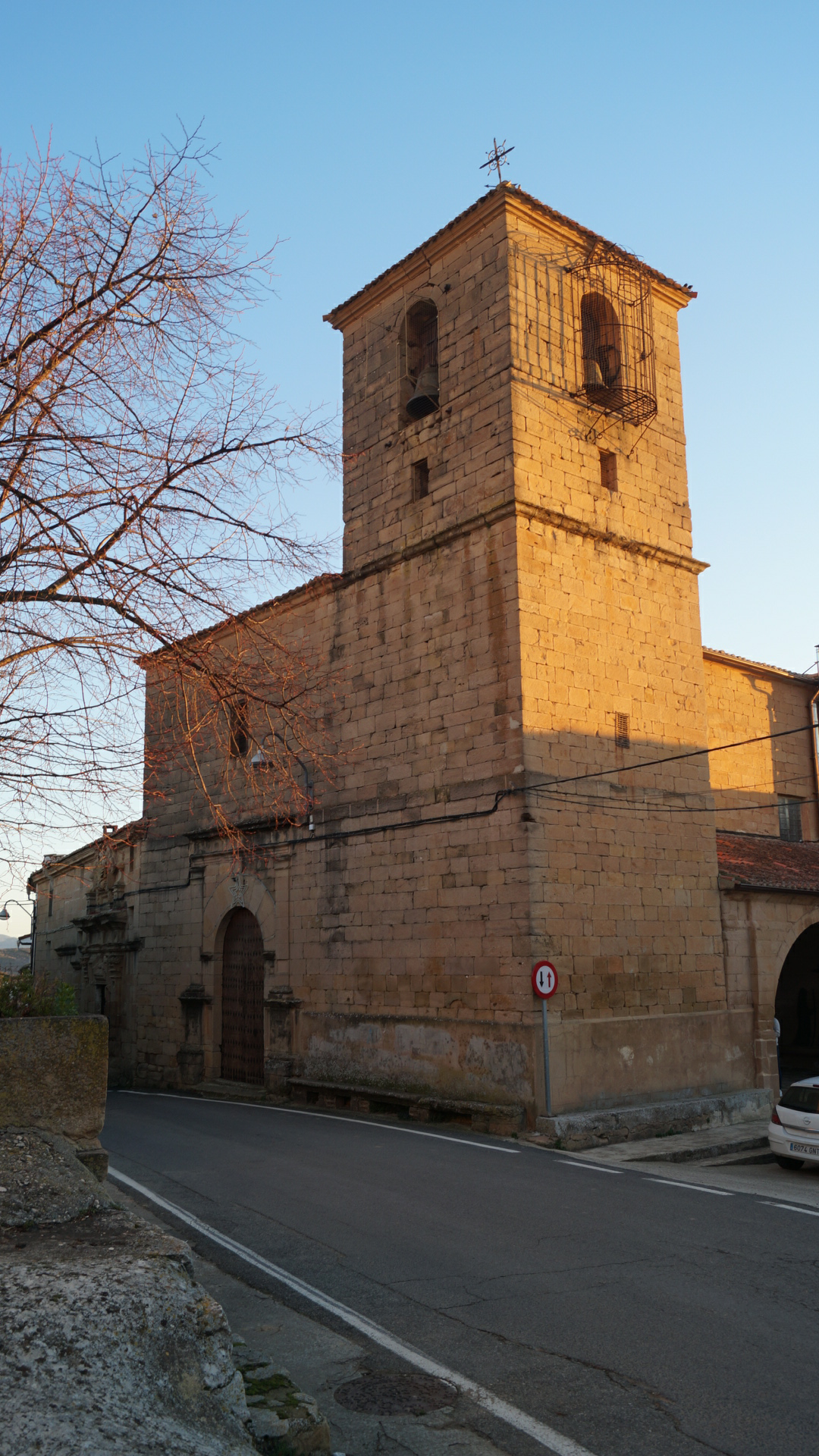
Kirche Mariä Himmelfahrt
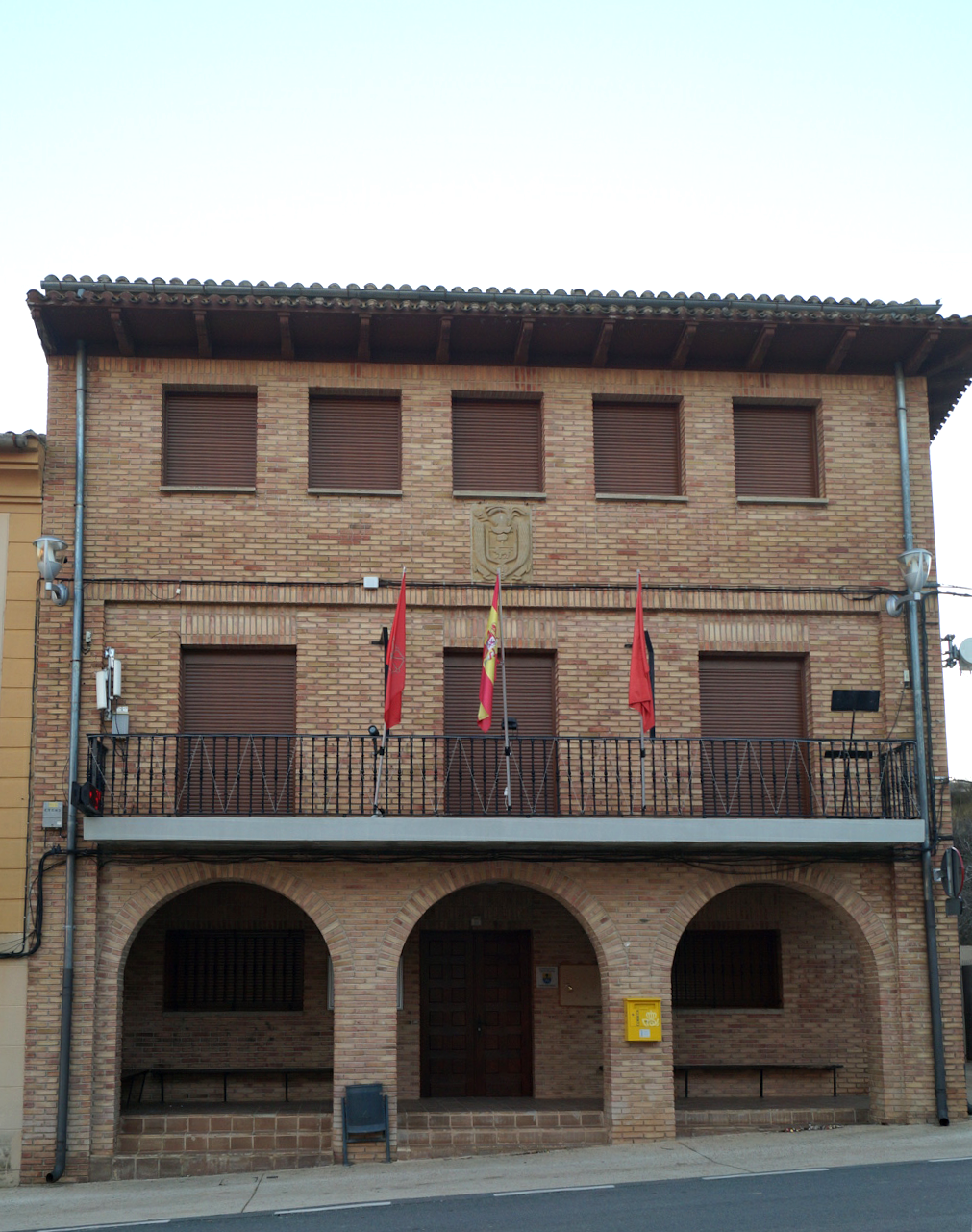
Rathaus